# Перн-ле-Фонтен
Перн-ле-Фонте́н (фр. Pernes-les-Fontaines) — город и коммуна во французском департаменте Воклюз региона Прованс — Альпы — Лазурный Берег. Город является центром одноимённого кантона.

## Географическое положение

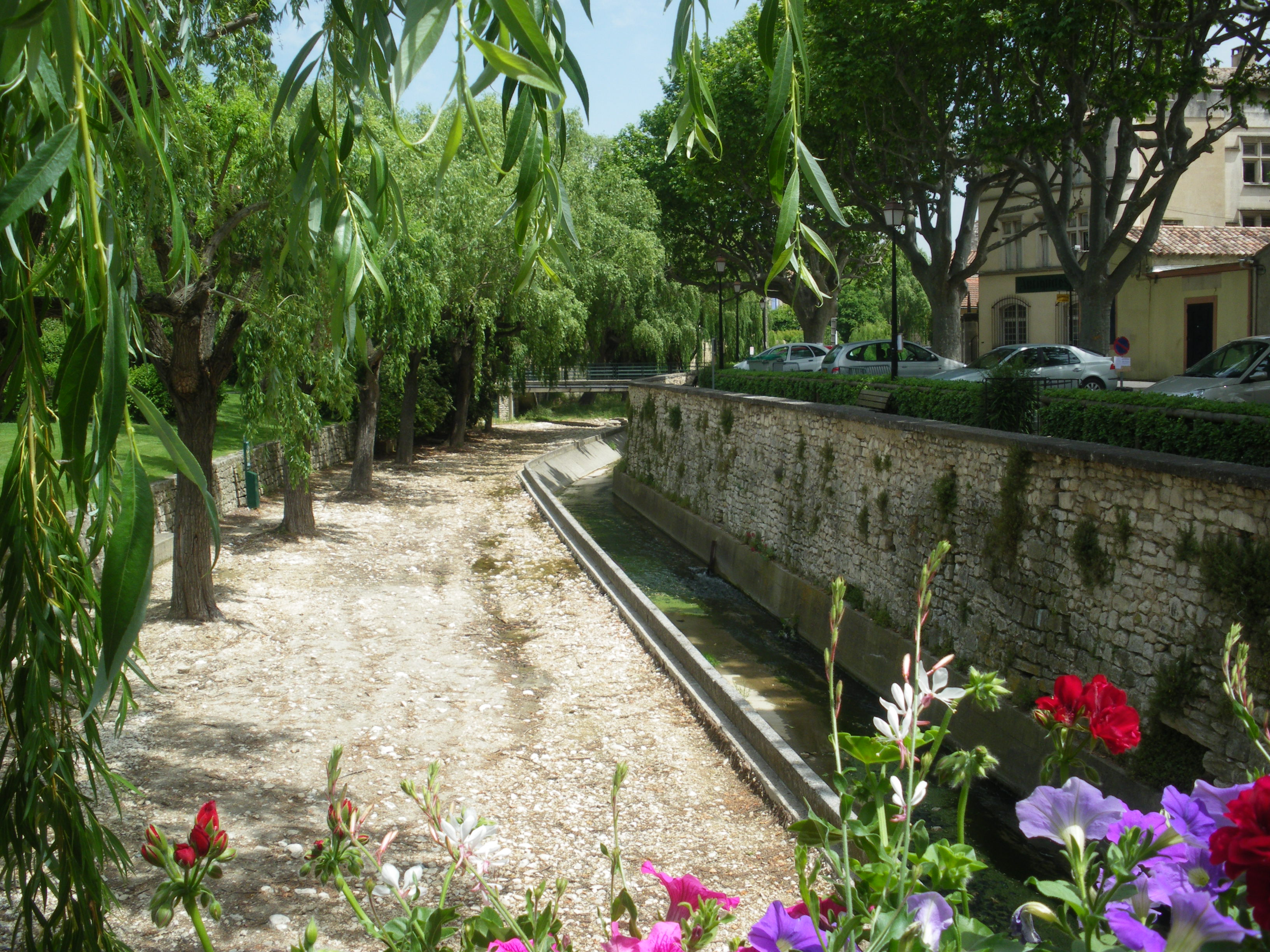
Река Неск в черте города.

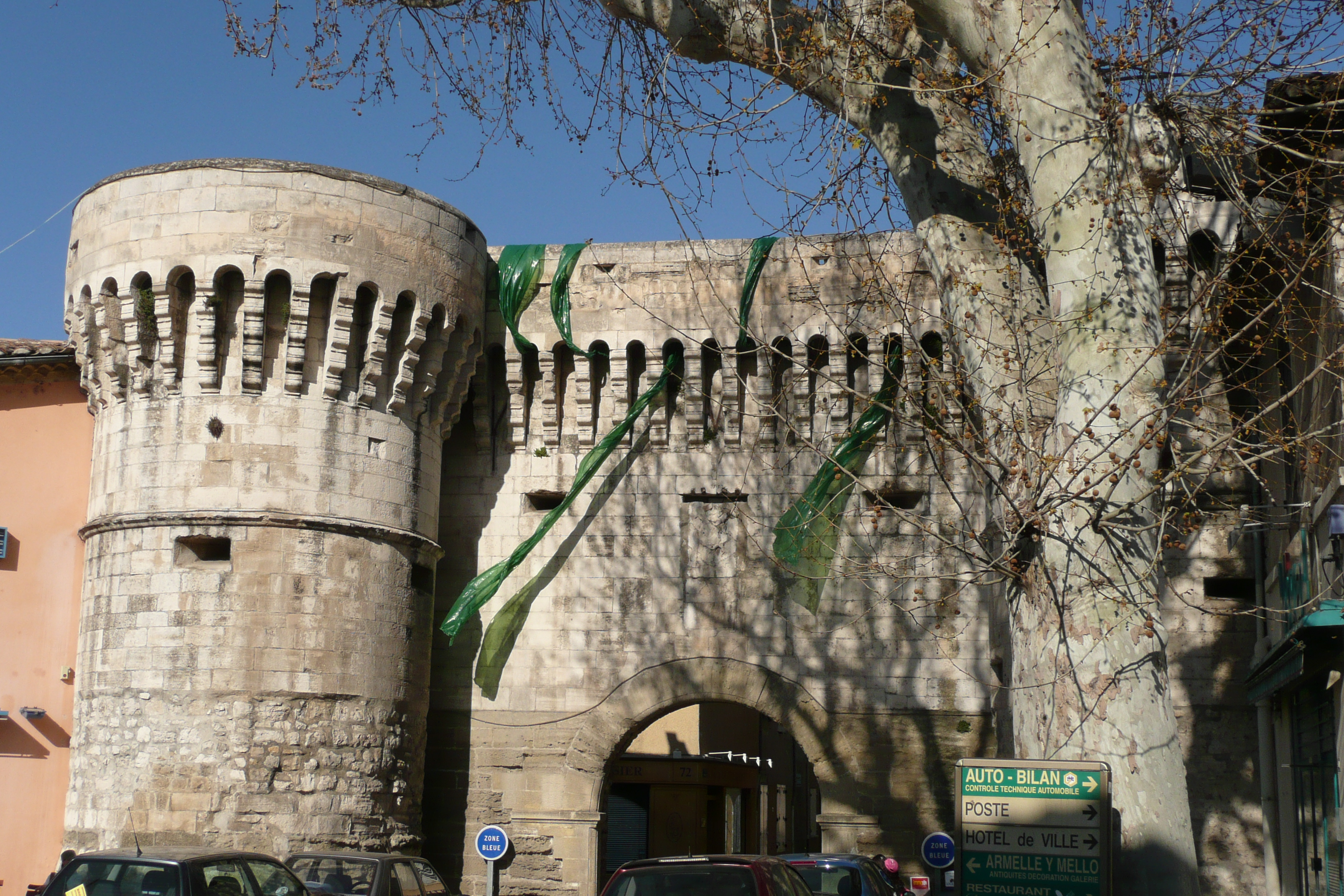
Старые ворота Вильнёв.

Перн-ле-Фонтен расположен в 21 км к востоку от Авиньона. Соседние коммуны: Карпантра на севере, Сен-Дидье, Венаск и Ле-Босе на востоке, Ла-Рок-сюр-Перн на юго-востоке, Веллерон на юге, Альтан-де-Палю на западе, Монтё на северо-западе.
Город находится к югу от Мон-Ванту на плато у подножия гор Воклюза.

### Гидрография
Коммуна стоит на реке Неск.

## Демография
Население коммуны на 2010 год составляло 10 405 человек.
| 1962 | 1968 | 1975 | 1982 | 1990 | 1999   | 2010   |
| ---- | ---- | ---- | ---- | ---- | ------ | ------ |
| 4860 | 5560 | 6088 | 6961 | 8304 | 10 160 | 10 405 |

## Достопримечательности
- Церковь Нотр-Дам-де-Назарет, старая коллегиальная романская церковь XI века, переделана в XIV и XVII веках.
- Башня Ферранд XIII века и прямоугольная часовая башня XII века бывшего замка графов Тулузы, часы 1486 года и колокол 1764 года.
- Ворота Сен-Жиль XIV века и ворота Вильнёв (1550 года)
- Крытый зал 1623 года.
- Отель-де-виль (1670), бывшая усадьба герцога де бранка, маршала Франции и посланника Людовика XIV в Испании.
- Усадьба д’Ансельм, XV—XVI века.
- Портал XVII века и фонтан бывшей усадьбы де Жока.
- Дом Флешье, здесь родился религиозный деятель и оратор Эспри Флешье (1632—1710).
- Бывшая усадьба де Шейлю, главный дом и ритуальные бани еврейской общины.
- Восемь фонтанов.
- Часовня Нотр-Дам-де-ла-Роз, XVII век.
- Часовня Сен-Рош, XVII—XVIII века.

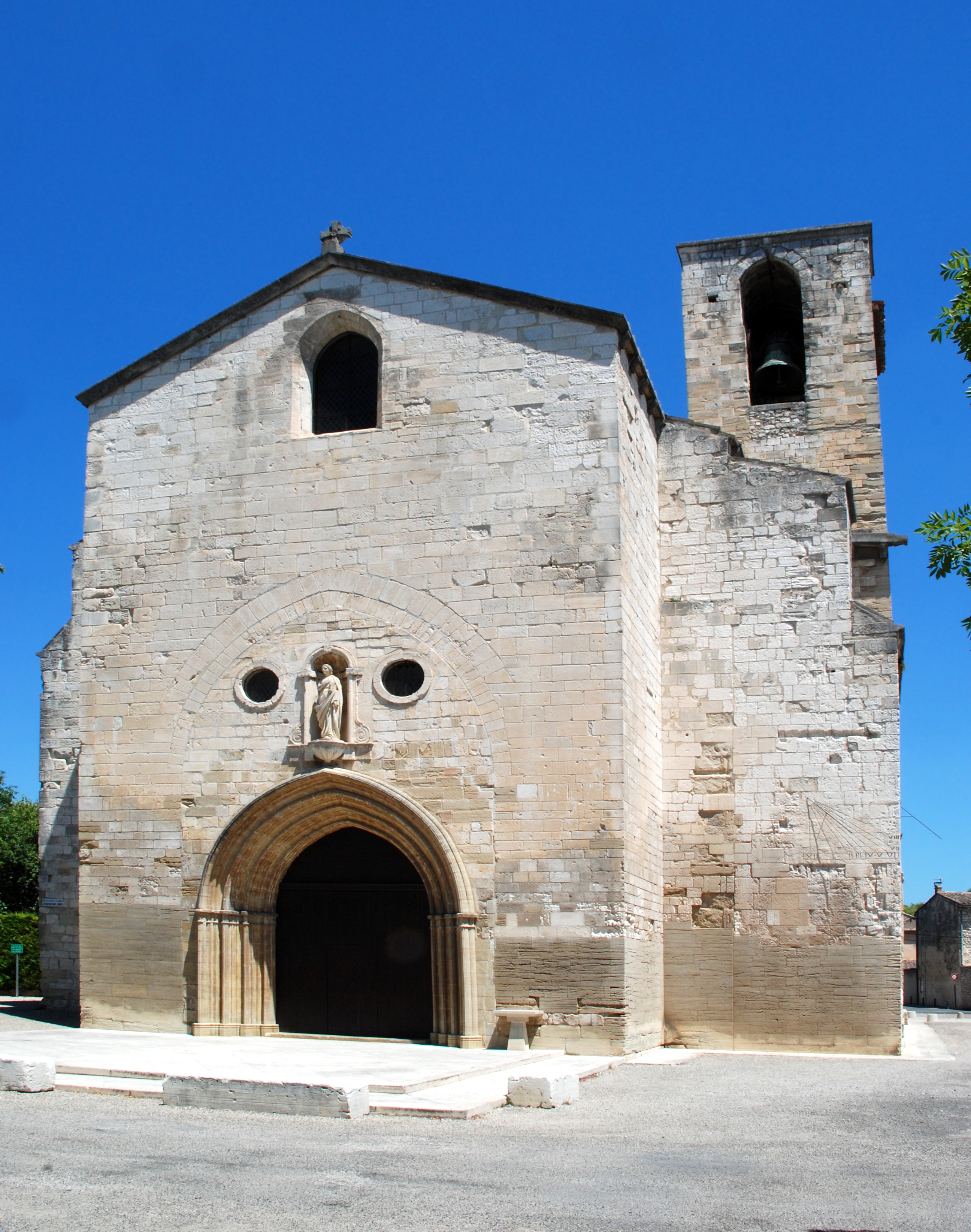
Церковь Нотр-Дам-де-Назарет
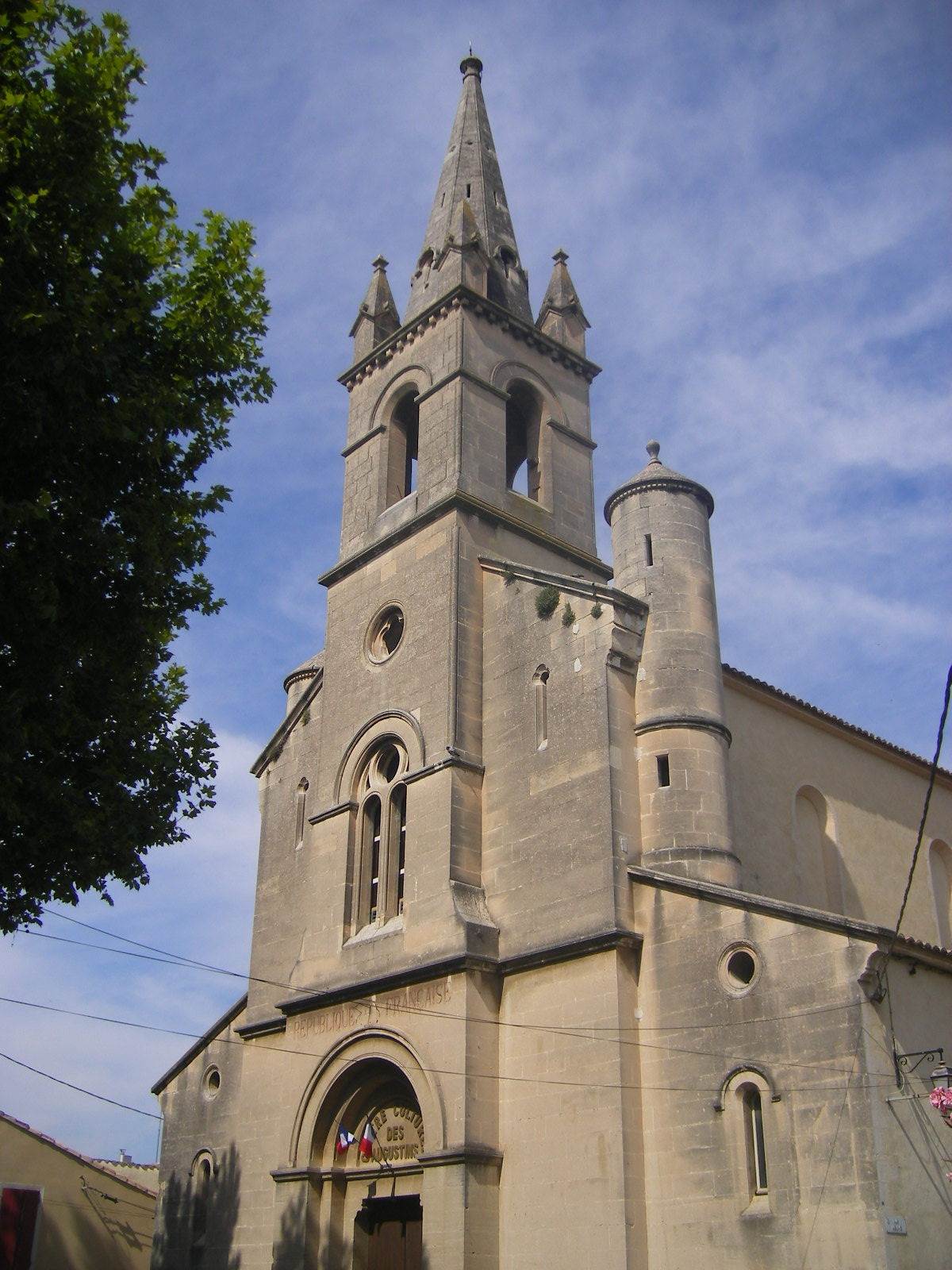
Бывшая церковь августинцев, с 1987 года - культурный центр.
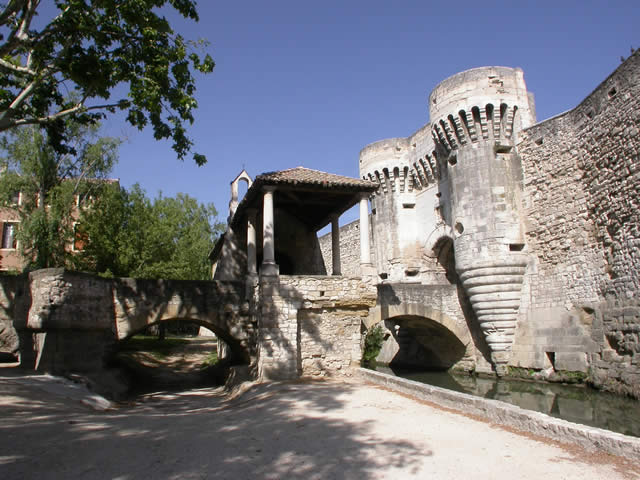
Ворота Порт-Нотр-Дам на берегу Неска
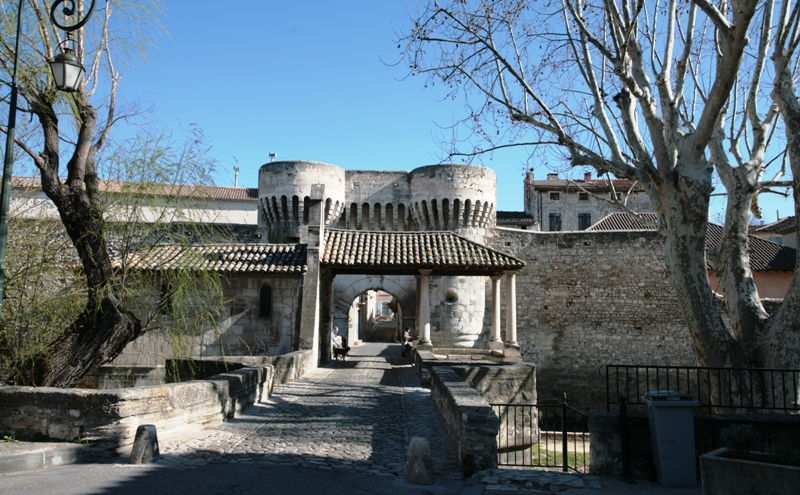
Порт-Нотр-Дам
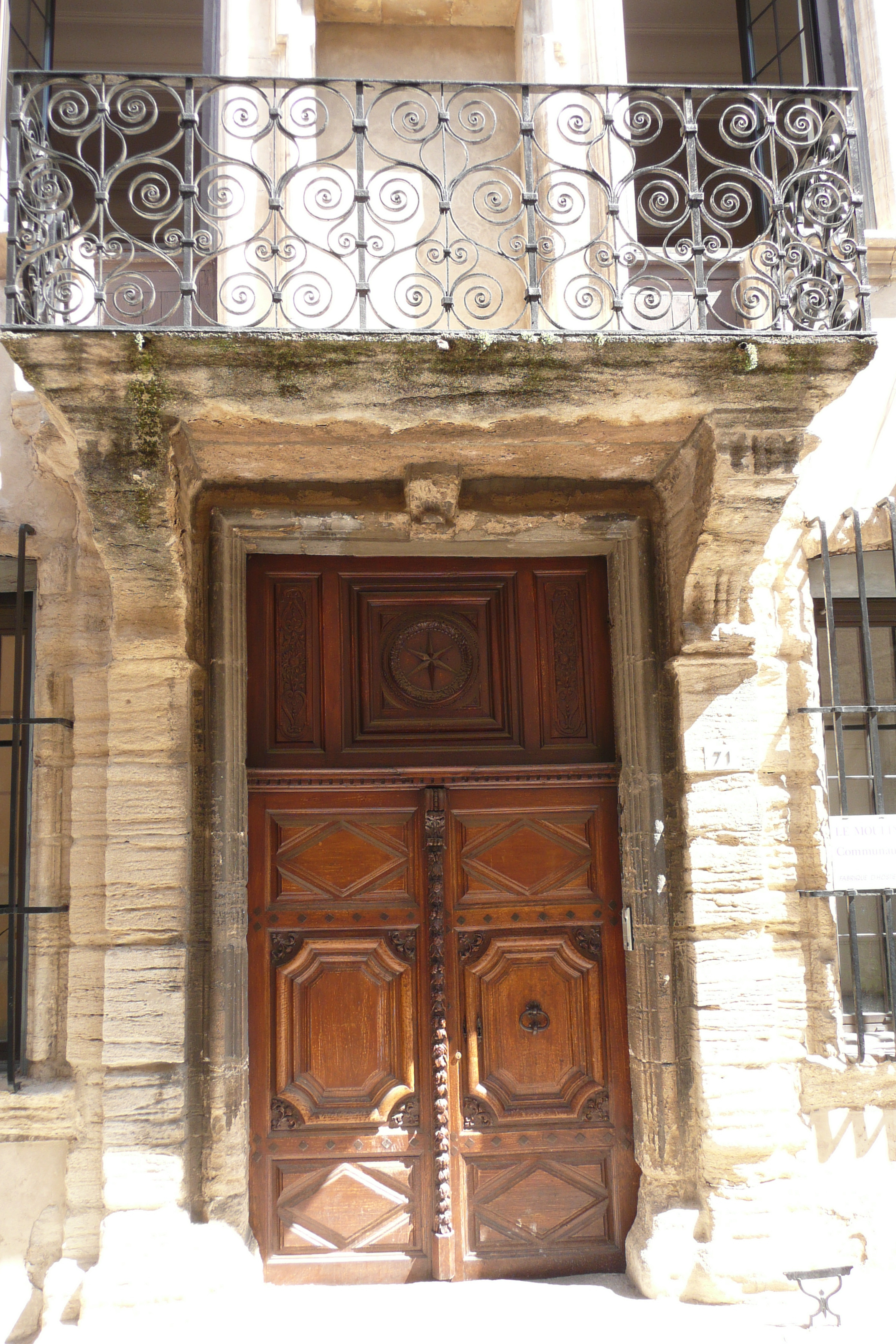
Ворота л'Отель-де-Више
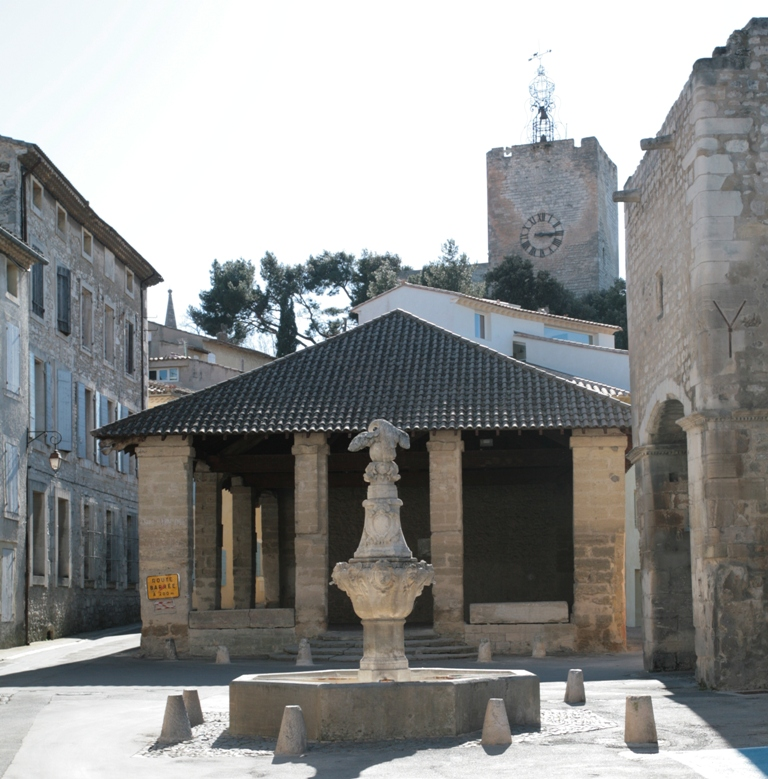
Фонтан дю Корморан и крытый зал
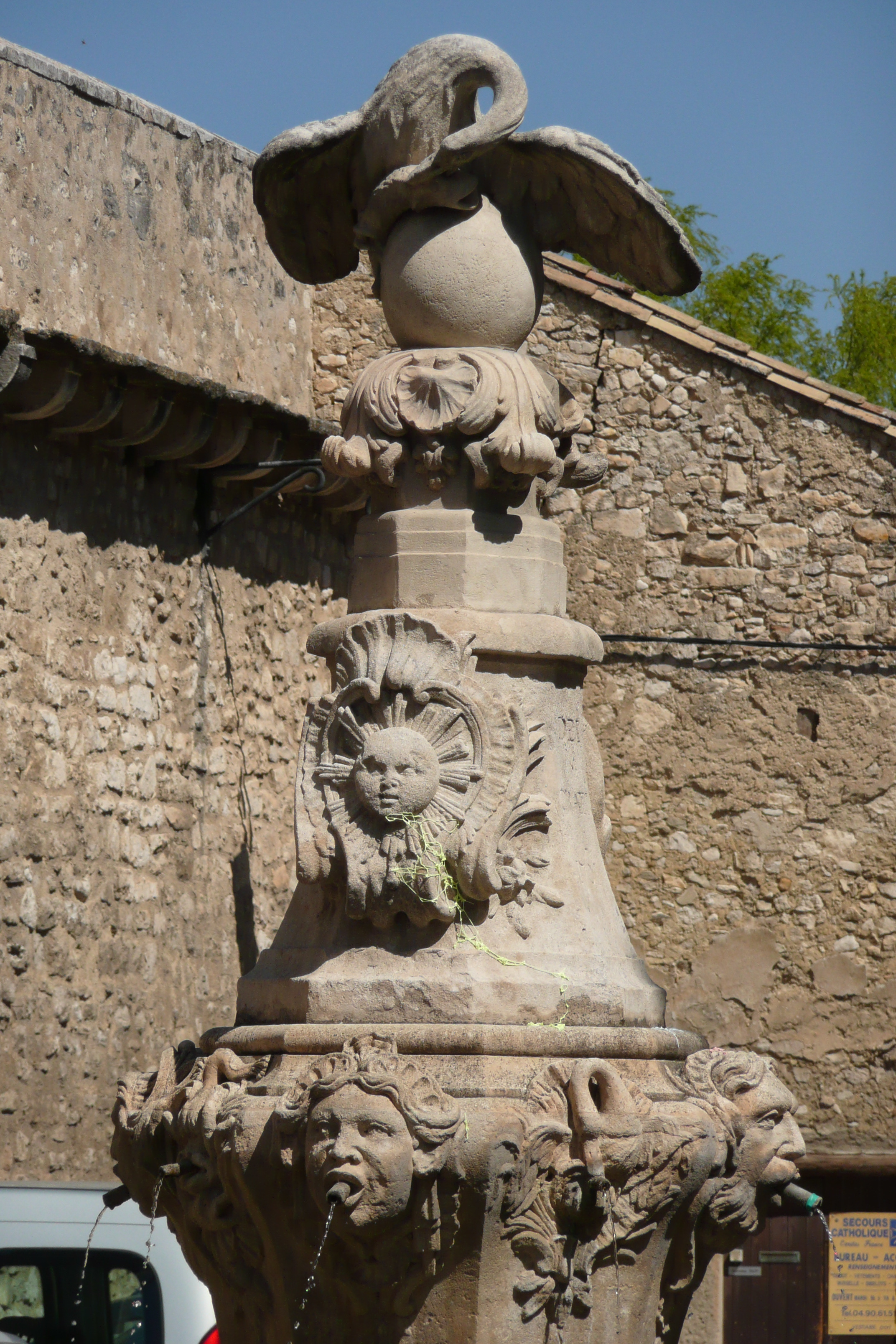
Фонтан дю Корморан, деталь.

## Известные уроженцы
- Поль де Виви (1853—1930) — французский изобретатель.
- Эспри Флешье (1632—1710) — французский проповедник и писатель.